# 张璇 (围棋棋手)
张璇（1968年6月22日—），女，福建省福州市人，中国围棋职业八段棋手。

## 生平
她1982年定为四段，1997年升为八段。获1990年全国围棋个人赛女子冠军，1989年获“五牛杯”赛冠军，第5届宝海杯世界女子赛冠军。第1届正官庄杯世界女子围棋锦标赛亚军。1999年她与著名围棋职业棋手常昊结婚。